# Camponotus mitis
Camponotus mitis é uma espécie de inseto do gênero Camponotus, pertencente à família Formicidae.